# Proechimys
Proechimys är ett släkte av däggdjur som ingår i familjen lansråttor. Arterna förekommer i Central- och Sydamerika.

## Utseende
Dessa gnagare påminner om vanliga råttor (Rattus) i utseende men det finns inget närmare släktskap mellan djurgrupperna. Individer av Proechimys når en kroppslängd (huvud och bål) av 16 till 30 cm och en svanslängd av 11 till 32 cm. De minsta arterna som Proechimys trinitatis väger bara 300 till 380 gram och stora arter som Proechimys semispinosus kan väga upp till 500 gram. Pälsen har på ryggen en orangebrun till rödbrun färg med svartaktig skugga. Buken och ibland även fötterna är vanligen vitaktiga. Svansen är bara glest täckt med hår. När svansen bryter av (autotomi) bildas den inte på nytt.

## Ekologi
Arternas naturliga habitat är skogar nära kusten eller nära vattendrag. Proechimys uppsöker även människans samhällen. De vilar i tunnlar i marken som ofta ligger mellan trädens rötter eller mellan klippor. Boet byggs själv eller övertas av andra djur. Individerna letar under natten efter föda som utgörs av olika växtdelar. De äter bland annat frukter, frön och potatis.
Individer av samma kön är ofta aggressiva mot varandra. Fortplantningssättet varierar beroende på art och utbredning. Dräktigheten varar omkring 63 dagar och per kull föds en till sju ungar. Ungarna diar sin mor tre till fem veckor. Hos Proechimys guairae blir ungarna efter 2 till 3 månader könsmogna och hos Proechimys semispinosus först efter 6 till 7 månader.

## Dottertaxa tillProechimys, i alfabetisk ordning[1]
- Undersläkte Proechimys
  - Proechimys amphichoricus
  - Proechimys bolivianus
  - Proechimys brevicauda
  - Proechimys canicollis
  - Proechimys chrysaeolus
  - Proechimys cuvieri
  - Proechimys decumanus
  - Proechimys goeldii
  - Proechimys gorgonae
  - Proechimys guairae
  - Proechimys gularis
  - Proechimys guyannensis
  - Proechimys hendeei
  - Proechimys hoplomyoides
  - Proechimys longicaudatus
  - Proechimys magdalenae
  - Proechimys mincae
  - Proechimys oconnelli
  - Proechimys oris
  - Proechimys poliopus
  - Proechimys quadruplicatus
  - Proechimys semispinosus
  - Proechimys simonsi
  - Proechimys steerei
  - Proechimys trinitatis
  - Proechimys urichi
  - Proechimys warreni
- Undersläkte Trinomys
  - Proechimys albispinus
  - Proechimys dimidiatus
  - Proechimys iheringi
  - Proechimys myosuros
  - Proechimys setosus

Undersläktet Trinomys med 5 till 6 arter listas av nyare taxonomiska avhandlingar och IUCN som självständigt släkte.

## Status
IUCN listar de flesta arterna som livskraftig (LC). Vissa arter klassificeras som sårbar (VU) och för andra arter saknas informationer om beståndets storlek.